# 171. strelska divizija (ZSSR)
171. strelska divizija (izvirno rusko 171. стрелковая дивизия; kratica 171. SD) je bila strelska divizija Rdeče armade v času druge svetovne vojne.

## Zgodovina
Divizija je bila ustanovljena septembra 1939 v Kamensku in bila uničena septembra 1941 v Kijevu. Pozneje so jo ponovno ustanovili in je sodelovala pri zavzetju Reichstaga v maju 1945.